# Gareloi
L'isola Gareloi (in lingua aleutina Anangusix) è un'isola vulcanica ed è la più grande delle isole Delarof, un piccolo gruppo delle isole Andreanof, nell'arcipelago delle Aleutine; si trova nel mare di Bering tra gli stretti di Tanaga e Amchitka, ad ovest dell'isola di Tanaga ed appartiene all'Alaska (USA).
L'isola ha una superficie di 67 km² ed ha al centro il vulcano Gareloi (1.573 m). Fornisce un habitat di nidificazione per oltre 600.000 uccelli marini, soprattutto Aethia pusilla, Aethia cristatella ed Aethia psittacula.